# بليك باكستر
بليك باكستر (بالإنجليزية: Blake Baxter)‏ هو دي جيه أمريكي، ولد في 1963 في ديترويت في الولايات المتحدة.

## وصلات خارجية
- بليك باكستر على موقع ميوزك برينز (الإنجليزية)
- بليك باكستر على موقع أول ميوزيك (الإنجليزية)
- بليك باكستر على موقع ديسكوغز (الإنجليزية)